# 叙利亚共和国卫队
叙利亚共和国卫队是由一支由2万多官兵（2011年—2024年）所组成的装甲部队，负责保卫首都大马士革的安全，亦曾是叙利亚唯一允许在首都活动的军事力量。
据报道，2025年2月11日，沙姆解放组织领导的叙利亚国防部任命舒拉委员会成员阿卜杜勒·拉赫曼·哈提卜准将为大马士革共和国卫队司令。共和国卫队得以重建。

## 历史
1976年，叙利亚共和国卫队成立之初，是一支由1万人组成的特种装甲部队，起初是为了防止黎巴嫩境内反叙利亚的巴勒斯坦解放组织武装分支袭击叙利亚。1982年巴解被逐出黎巴嫩后，叙利亚共和国卫队的任务转变为保护叙利亚政府及叙利亚阿拉伯复兴社会党官员免遭外部威胁。
为了使卫队士兵绝对忠诚于叙利亚当局，卫队所有官兵都必须是来自叙利亚西部的阿拉维派穆斯林。卫队的指挥官可轻松获得来自于代尔祖尔的石油出售收益，而这部分开支占据了叙利亚国家预算支出的很大部分。
许多阿萨德家族的成员都曾在叙利亚共和国卫队中服役。总统巴沙尔·阿萨德曾于1994至1999年担任该卫队中的一名上校，並且指挥着其中的一个旅。他弟弟马赫尔·阿萨德也曾经担任卫队的上校，自2000年起，统率着该卫队。

## 各国对应机构
- 葉門共和国卫队
- 伊拉克共和国卫队（2003年解散）
- 伊朗伊斯兰革命卫队

### 引用
1. ↑  Gregory Waters. . Twitter. 12 April 2024  [14 April 2024].
2. ↑  MEIB. . Middle East Intelligence Bulletin. 2000, 2 (7)  [20 July 2011]. （原始内容存档于2012-07-04）.
3. ↑  Gregory Waters. . Twitter. 15 May 2019  [28 February 2024].
4. ↑  Paul, James. . Human Rights Watch. 1990: 50  [2011-12-24]. （原始内容存档于2014-01-01）.
5. ↑  Batatu, Hanna. . Princeton, NJ: Princeton Univ. Press. 1999: 237  [2011-12-24]. ISBN 0691002541. （原始内容存档于2014-01-01）.
6. ↑  Bar, Shmuel.  (PDF): 379, 384. 2006  [2011-06-23]. （原始内容 (PDF)存档于2011-07-23）.